# 확산 전류
확산 전류(Diffusion current)는 대전 입자(전자 및 전자 정공)의 확산으로 인해 발생하는 반도체 내 전류이다. 반도체 내 하전입자의 농도가 불균일하여 발생하는 전하의 이동으로 인해 발생하는 전류이다. 대조적으로 드리프트 전류는 전기장에 의해 대전 입자에 가해지는 힘으로 인한 대전 입자의 움직임으로 인해 발생한다. 확산 전류는 드리프트 전류와 같은 방향이거나 반대 방향일 수 있다. 확산 전류와 드리프트 전류는 드리프트-확산 방정식으로 설명된다.
많은 반도체 소자를 기술할 때 확산전류 부분을 고려할 필요가 있다. 예를 들어, p-n 접합의 공핍 영역 근처의 전류는 확산 전류에 의해 지배된다. 공핍 영역 내부에는 확산 전류와 드리프트 전류가 모두 존재한다. p-n 접합의 평형 상태에서 공핍 영역의 순방향 확산 전류는 역방향 드리프트 전류와 균형을 이루므로 순 전류는 0이 된다.
도핑된 물질의 확산 상수는 헤인스-쇼클리 실험을 통해 결정할 수 있다. 대안적으로, 입자 이동도가 알려진 경우, 확산 계수는 전기 이동도에 대한 아인슈타인 관계로부터 결정될 수 있다.

## 같이 보기
- 교류
- 전도띠
- 직류
- 자유 전자 모형
- 무작위 행보